# NGC 4218
NGC 4218 ist eine irreguläre Zwerggalaxie vom Hubble-Typ IBm im Sternbild Jagdhunde am Nordsternhimmel. Sie ist schätzungsweise 35 Millionen Lichtjahre von der Milchstraße entfernt und hat einen Durchmesser von etwa 10.000 Lichtjahren. Die Galaxie ist Teil des Ursa-Major-Galaxienhaufens und Mitglied der NGC 4051-Gruppe (LGG 269). 

Im selben Himmelsareal befinden sich u. a. die Galaxien NGC 4220, NGC 4231, NGC 4232, NGC 4248.
Das Objekt wurde  9. März 1788 von William Herschel entdeckt.